# 迎夏生
迎夏生（むかい なつみ）（Mukai  Natsumi）。日本漫畫家。千葉縣出身，血型是B型，星座是獅子座。代表作是《奪寶奇俠》、《+ANIMA 幻獸天使》。在《幻獸天使》的單行本附錄中提到自己喜歡喝咖啡和用木製鉛筆畫圖，工作室養著自己的愛犬哥基「福太」，有兩名女助手。喜歡的遊戲有：「薩爾達傳說」系列、「風塵英雄」系列、「復活邪神SA GA（I）」、「國王密令（1-3）」。

## 作品
- +ANIMA 幻獸天使、全10冊、原名《+ANIMA》，曾經在GAO週刊上連載了五年。

- Nui!布偶軍團、全3冊、原名《Nui!》

1. ISBN 9789861004372
2. ISBN 9789861004389
3. ISBN 9789861011981

- 奪寶奇俠、全10冊、原名
- 精靈天使、全4冊、原名
- 幸運騎士、全2冊、原名

## 外部連結
- む～む～通信 （页面存档备份，存于） - 本人によるブログ。仕事、同人活動のお知らせ等。